# Estryda Małgorzata
Estryda Małgorzata, Astryda (nor. Estrid Margarete Sveinsdatter) (zm. 9 maja nieznanego roku pomiędzy 1057 a 1073) – królewna duńska, córka króla duńskiego Swena Widłobrodego i jego drugiej żony Sygrydy Storrådy (o dyskusyjnej tożsamości).
Krótko po 1017 została zaręczona z księciem Normandii Ryszardem II Dobrym. Do zaślubin jednak nie doszło. Wkrótce poślubiła jarla Ulfa Torgilssona (zm. 25 grudnia 1026). Z tego małżeństwa pochodziło troje lub czworo dzieci:
- Swen II Estrydsen - król Danii, założyciel dynastii Estrydsenidów,
- Bjørn (zm. 1049),
- Asbjørn (zm. 1086),
- nieznana z imienia córka, której istnienie nie jest pewne.

Została pochowana w Roskilde.

## Wywód genealogiczny
| 4. Harald Sinozęby      |  |                     |  |  |                       |
|                         |  | 2. Swen Widłobrody  |  |  |                       |
| 5. Gunhilda             |  |                     |  |  |                       |
|                         |  |                     |  |  | 1. Estryda Małgorzata |
| 6. Mieszko I            |  |                     |  |  |                       |
|                         |  | 3. Sygryda Storråda |  |  |                       |
| 7. Dobrawa Przemyślidka |  |                     |  |  |                       |
|                         |  |                     |  |  |                       |